# Jürgen Klinsmann
Jürgen Klinsmann (Göppingen, Baden-Württemberg, Alemanya, 1964) és un exjugador i entrenador de futbol alemany. Quan era jugador va destacar com a golejador en diversos clubs europeus, i va formar part de la selecció alemanya que va guanyar la Copa del Món de 1990 i el Campionat d'Europa de 1996. Com a tècnic, ha dirigit la selecció del seu país (van quedar tercers a la Copa del Món de 2006) i el Bayern de Múnic.

## Biografia
Jürgen Klinsmann va néixer a Göppingen, Baden-Württemberg, Alemanya, el 30 de juliol de 1964 i va començar a jugar a futbol als equips base de la zona on va néixer.

### Com a jugador
La seva carrera com a professional va començar al primer equip de l'Stuttgart. Autèntic rodamón futbolístic, va jugar a l'Inter de Milà, AS Monaco, Tottenham Hotspur FC, Bayern de Múnic i Sampdoria (la majoria de les lligues més potents d'Europa: italiana, francesa, anglesa i alemanya) per acabar jugant a l'Orange County Blue Star estatunidenc.
Futbolista golejador i molt talentós, només va guanyar tres títols de club: dues copes de la UEFA (amb l'Inter la de la temporada 90-91, i amb el Bayern la de la temporada 95-96) i una Bundesliga, la de la temporada 96-97. Amb la selecció alemanya, on va marcar 47 gols, va guanyar el Campionat d'Europa de 1996, la Copa del Món de 1990 i una medalla de bronze als Jocs Olímpics d'Estiu de 1988.

### Com a entrenador
Després de retirar-se com a jugador, va voler aïllar-se del futbol als Estats Units. Quan, després d'alguna conversa, Oliver Bierhoff i el seu entorn el van convèncer perquè fos seleccionador alemany, va tornar al futbol per dirigir l'equip del seu país al Mundial 2006, del qual n'eren amfitrions. Dirigint la selecció alemanya va quedar tercer tant a la Copa Confederacions 2005 com a la Copa del Món de Futbol de 2006.
Després del mundial va abandonar la selecció (el seu ajudant Joachim Löw el va rellevar com a responsable tècnic) i no va tornar a entrenar fins a l'1 de juliol del 2008, quan es va encarregar del Bayern de Múnic. El 27 d'abril de 2009 fou destituït com a tècnic del Bayern.

## Palmarès

### Com a jugador
Títols individuals:
- 2 vegades Millor jugador alemany de l'any: 1988, 1994
- 1 vegada Millor jugador de la Lliga anglesa: 1995

Títols de club:
| Títol           | Club            | País     | Any     |
| --------------- | --------------- | -------- | ------- |
| Copa de la UEFA | Inter de Milà   | Itàlia   | 1990-91 |
| Copa de la UEFA | Bayern de Múnic | Alemanya | 1995-96 |
| Lliga alemanya  | Bayern de Múnic | Alemanya | 1996-97 |

Títols amb la selecció:
- Campionat d'Europa de futbol: 1996
- Copa del Món de Futbol: 1990
- Copa EUA: 1993
- Medalla de bronze als Jocs Olímpics d'Estiu: 1988

### Com a entrenador
Títols amb la selecció:
- Tercers a la Copa del Món de Futbol: 2006
- Tercers a la Copa Confederacions de la FIFA: 2005